# Хрящевська Людмила Михайлівна
Хрящевська Людмила Михайлівна (30 липня 1971, м. Секешфегервар, Угорська Народна Республіка) — кандидат історичних наук (2008 р.), доцент (2011 р.).

## Біографія
У 1994 р. закінчила історичний факультет Миколаївського державного педагогічного інституту за спеціальністю «Історія». У 2004 році — Миколаївський державний університет імені В. О. Сухомлинського за спеціальністю «Правознавство» і здобула кваліфікацію молодшого спеціаліста-юриста (диплом з відзнакою). У 2008 році захистила дисертацію «Господарства німецьких колоністів Півдня України (кінець XVIII — початок ХХ ст.)». Присуджено науковий ступінь кандидата історичних наук зі спеціальності «Історія України». У 2011 році присвоєно вчене звання доцента кафедри історіографії, джерелознавства та спеціальних історичних дисциплін. Постійний учасник закордонних і вітчизняних науково-практичних конференцій, семінарів, круглих столів. Брала участь у міжнародних, всеукраїнських та регіональних наукових форумах, конгресах (Велика Британія, Данія, Вена (Австрія), Польща (Ольштын, Вроцлав, Познань, Сопот, Люблин, Варшава). Сфера наукових інтересів: вивчення динаміки етносоціальних змін в Україні, актуальних питань етнологічної науки, міжетнічних відносин та етнонаціональної політики в Україні. Автор понад 80 наукових праць, в тому числі 1 монографії та 7 навчальних посібників, з них 2 у співавторстві.

## Основні праці
- Аналіз конституційних засад забезпечення прав етнонаціональних спільностей в період становлення незалежності України // Науковий вісник Миколаївського національного університету імені В. О. Сухомлинського: Збірник наукових праць. — Випуск 3.34: Історичні науки. — Миколаїв: МНУ, 2013—324 с. — С. 38-43.
- Етносоціальні процеси в Україні в 90-х роках ХХ століття та захист прав національностей // Сборник научных докладов «Теория и практика актульных научных исследований» (29.07.2013-31.07.2013). — Часть 7. — Люблин, 2013. — 136 с. — С. 65-69.
- Міжкультурна взаємодія громадських об'єднань етноспільнот України в останнє десятиліття ХХ ст. // Scientific and practical edition: Copenhagen (Denmark), 18 July 2014. Publishing Center of The International Scientific Association «Science and Genesis», Copenhagen, 2014. — Vol. 1. — p. 226. — P.64-71.
- Територіальне розміщення населення України в 1989—2001 роках // Zbior raportow naukowych «Miedzynarodowa konferencja naukowa wymiany osiagniec naukowych». (30.08.2014-31.08.2014). — Poznan. // Международная научная конференция обмена научными достижениями. — Познань. — Часть 4. — 80 с. — С. 17-20.
- Взаємозв'язок демографічних процесів з сімейними аспектами життя українського народу в 90-х рр. ХХ ст. // COLLECTION OF CONFERENCE PAPERS International Scientific-Practical Conference «International Scientific- Forum: Science and Practical in the Modern World» (13-14.07. 2015, the United Kingdom, London. — 80 с. — С. 25-29.
- Мовне питання в період розбудови Української держави // The International Scientific Association «Science & Genesis» The International Multidisciplinary Congress «KHOWLEDGE IS POWER, POWER IS KHOWLEDGE!», 27 july, 2015 Vienna (Austria). — P. 289 — P. 249—252.
- Стан нормативно-правового забезпечення відносин соціального захисту в Україні в кінці ХХ ст. // Zbior raportow naukowych «Projekty naukowe» (27.02.2015-28.02.2015). — Sopot //Сборник научных докладов "Научные предложения. — Сопот 27.02.2015-28.02.2015. — Часть 6. — 84 с. — С. 8-11.
- Національно-культурні об'єднання як прояв національного відродження та розвиток етнічних меншин в 90-х роках ХХ століття. // Науковий журнал «Молодий вчений». — № 1 (28) січень, 2016. — Частина 2. — 155 с. — С. 16-20.
- Соціальні наслідки міграцій сільського населення України в 1989—2001 роках // Емінак: науковий щоквартальник. –№ 1(13). — (січень-березень). — Т. 2. –Київ-Миколаїв, 2016. — 140 с. — С. 69-74
- Причини, динаміка еміграційних потоків з України та соціально-демографічна характеристика мігрантів у 90-х роках ХХ ст.. роках // Емінак: науковий щоквартальник. –№ 3(15). — (липень-вересень). — Т. 1. — Київ-Миколаїв, 2016. — 130 с. — С. 62-68.
- Трудова міграція України: позитивні та негативні наслідки // Zbior artykutow naukowych — 82 s. — S. 36-39.
- Демографічна криза та руйнація соціальної інфраструктури в українському селі у 1991—2001 роках // Емінак: науковий щоквартальник. –№ 1(17). — (січень-березень). — Т. 4. — Київ-Миколаїв, 2017. — 139 с. — С. 91-95.